# میرزا محمد علی براری/ قاجار
میرزا محمد علی براری / قاجار(۱۲۹۲/؟) پسر میرزا محمد نوه عباس میرزا ملک‌آرا بود که پس از اجباری شدن نام خانوادگی در زمان رضاشاه نام خانوادگی براری برای خود انتخاب کرد او دارای ۴ پسر و ۵ دختر بود که پسر بزرگ او میرزا سعید نام داشت. 
او مانند پدربزرگش میرزا عباس در تبریز  زندگی کرد.
1. ↑  اطلاعات از نوادگان او
2. ↑  اطلاعات از نوادگان او